# Thomas Mofolo
Thomas Mofolo (1876 - 1948) foi um escritor de língua sesotho do Lesoto .

## Infância
Thomas Mokopu Mofolo nasceu em Khojane em 1876 e morreu em 1948.
Ele cresceu em Basoutoland e, como a maioria das pessoas de sua geração, foi educado por missionários europeus presentes no país. Ele estudou sob a direção do reverendo D. Ellenberger, então reverendo Alfred Casalis, em Morija.

## Com os missionários
No final de seus estudos, Mofolo trabalhou para missionários até 1910. Na época, eles possuíam as únicas impressoras da região que haviam trazido em 1841.
Mofolo foi incentivado a escrever pelos missionários. Influenciado por Marie Corelli, Haggard e John Bunyan, ele escreveu Moeti oa bochabela (O viajante do oeste), publicado em série em 1906 e publicado em 1907. Este romance conta a história de Fekisi, herói horrorizado com os costumes de seu povo, que parte em busca do país de Ntsoana-Tsatsi, terra natal do Basotho, para onde Deus, cansado dos distúrbios, se retirou. No final de sua viagem, ele chega aos brancos, no país com o qual sonhava. No dia em que ele é batizado, Cristo aparece, promete a ele felicidade eterna e Fekisi cai, morto.
Em seguida, Mofolo escreveu Pitseng, publicado em 1910. Esse romance conta a história do amor virtuoso de dois jovens que se encontram durante os estudos em uma missão, se casam e assumem o instituto com a morte de seu mestre.
Em 1910, depois de uma viagem a Natal, onde visitou as terras zulu e a tumba do rei Shaka, Mofolo escreveu Shaka (também escrito Chaka). A obra contrasta fortemente com seus escritos posteriores, baseados na fé cristã. O livro perturba os missionários que atrasam sua publicação até 1925.

## Partida de Morija
Mofolo deixa Morija e a missão, talvez desapontado com os obstáculos colocados pelos missionários à publicação de Shaka, talvez também devido a um adultério descoberto.
Após sua partida de Morija, Mofolo tornou-se recrutador de minas, dono de um posto de comércio e depois fazendeiro. 
Em 1907, no mesmo ano em que Moeti oa bochabela foi publicado, tornou-se co-fundador da Kopano e a Tsoelopele (Union for Progress), uma organização política com uma linha nacionalista.
Após a Primeira Guerra Mundial, ele ingressou em uma organização de direitos do Basotho, a Basutoland Progressive Association.
No final de sua vida, ele teve suas terras confiscadas, as quais comprara de um fazendeiro branco em 1937. Mofolo morreu provavelmente na miséria.